# Kenji Oba
Kenji Oba (født 14. august 1967) er en tidligere japansk fodboldspiller.
Han har spillet for flere forskellige klubber i sin karriere, herunder Nissan Motors, Kashima Antlers og Kashiwa Reysol.